# Julius Mülhens
Julius Peter Josef Mülhens (* 11. November 1879 in Eltville; † 10. Juni 1954 in Wiesbaden) war ein deutscher Verwaltungsjurist und Landrat des Rheingaukreises.

## Leben
Der Katholik Julius Mülhens studierte nach der Reifeprüfung an der Eberhard Karls Universität Tübingen und der Ruprecht-Karls-Universität Heidelberg Rechtswissenschaft und Staatswissenschaften. 1901 wurde er im Corps Suevia Tübingen und im  Corps Guestphalia Heidelberg recipiert. Nachdem er am 8. Januar 1904 das Referendarexamen und am 10. März 1910 die Große Staatsprüfung am Kammergericht abgelegt hatte, begann Mülhens als Gerichtsassessor bei dem Amtsgericht in Sankt Goarshausen. Von dort wechselte er zu Ostern 1911 an das Amtsgericht Eltville. In diesem Zeitraum übernahm er wiederholt Vertretungen von Rechtsanwälten in Wiesbaden. Mülhens schloss vom 1. Oktober 1913 bis zum 1. April 1914 eine Ausbildung im Bankfach bei der Disconto-Gesellschaft in Wiesbaden an, während derer er am 13. Dezember 1913 in Greifswald mit der Arbeit Hat der Mieter einen Schadensersatzanspruch gegen den Vermieter im Falle der gemäß § 57 ZwVG. erfolgten Kündigung? zum Dr. iur. promoviert wurde.
Mit Abschluss seiner juristischen Ausbildung erhielt Julius Mülhens zum 19. Oktober 1914 die Überweisung als Amtsrichter des Amtsgerichtes Rodenberg an der Deister. Auf Grund seiner Teilnahme am Ersten Weltkrieg konnte er sein Amt jedoch erst zum 8. August 1919 antreten. Bereits Ende Januar 1920 wurde er dann zunächst kommissarisch mit der Verwaltung des Landratsamtes des Rheingaukreises mit Sitz in Rüdesheim beauftragt. Seine definitive Ernennung folgte am 19. November 1920. Nach der Übernahme der Alliierten Rheinlandbesetzung durch französische Truppenkontingente im Januar 1923 wurde er zunächst seitens der französischen Behörden aus dem besetzten Gebiet ausgewiesen (17. Februar 1923). Am 6. April 1923 folgte die Überweisung als preußischer Kommissar an die wirtschaftliche Außenstelle der Reichsregierung in Hamm. Ab dem 24. Juli 1923 fand er Beschäftigung bei der Feststellungsbehörde in Barmen. Mülhens wurde in der Folge am 12. Mai 1924 wieder mit der Verwaltung des Rheingaukreises beauftragt, konnte die Dienstgeschäfte jedoch erst im September 1924 aufnehmen. Nach seiner Beurlaubung aus politischen Gründen (26. Oktober 1933) ging er 1934 auch formell in den Ruhestand.

## Weblink
- Mülhens, Julius. Hessische Biografie. (Stand: 24. Juli 2019). In: Landesgeschichtliches Informationssystem Hessen (LAGIS).